# Zwartrugorgelvogel
De zwartrugorgelvogel (Cracticus mentalis) is een zangvogel uit de familie Artamidae (spitsvogels) en onderfamilie Cracticinae (orgelvogels). Het is een vogel die voorkomt in Australië en Nieuw-Guinea.

## Kenmerken
De zwartrugorgelvogel is 28 cm lang. Deze orgelvogel lijkt op de zwartkeelorgelvogel, maar hij is kleiner en alleen zwart op de kop en met een witte keel, borst en buik en zwart op de rug.

## Verspreiding en leefgebied
De zwartrugorgelvogel komt voor in het uiterste zuidoosten van Papoea (Indonesië) en het zuiden van Papoea-Nieuw-Guinea in de provincies Western en het savannegebied rond Port Moresby en verder in het uiterste noordoosten van Queensland (Australië). Het is een vogel van open landschappen in laagland in savanne maar ook bij stadsranden..
De soort telt twee ondersoorten:
- C. m. mentalis Salvadori & D'Albertis, 1875: zuidelijk en zuidoostelijk Nieuw-Guinea.
- C. m. kempi Mathews, 1912: Kaap York-schiereiland.

## Status
De zwartrugorgelvogel heeft een groot verspreidingsgebied en daardoor is de kans op uitsterven gering. De grootte van de populatie is niet gekwantificeerd. De vogel is vrij algemeen en plaatselijk zelfs algemeen. Er is geen aanleiding te veronderstellen dat de soort in aantal achteruit gaat. Om deze redenen staat deze orgelvogel als niet bedreigd op de Rode Lijst van de IUCN.